# Kepler-Konstante
Die Kepler-Konstante {\displaystyle C} ist ein aus dem 3. Keplerschen Gesetz resultierender Parameter, der für alle um dasselbe Zentralgestirn kreisenden Himmelskörper gilt. Sie berechnet sich als der Quotient des Quadrates der Umlaufzeit {\displaystyle T} des Himmelskörpers und der dritten Potenz der großen Halbachse {\displaystyle a} seiner Umlaufbahn:
{\displaystyle C={\frac {T^{2}}{a^{3}}}}
So gilt mit der Sonne als Zentralgestirn (d. h. für die sie umkreisenden Planeten usw.) folgender Wert, der oft in Formelsammlungen gegeben ist:
{\displaystyle C_{\mathrm {s} }=2{,}97\cdot 10^{-19}\,{\frac {\mathrm {s} ^{2}}{\mathrm {m} ^{3}}}}
Die Kepler-Konstante setzt dabei wie das 3. Keplersche Gesetz voraus, dass die Masse des Zentralkörpers deutlich größer ist als die Masse der umlaufenden Körper.
Mit Hilfe dieser Kepler-Konstante lässt sich die Umlaufzeit oder die große Halbachse der Umlaufbahn eines Planeten berechnen, wenn der jeweils andere Wert bekannt ist. Oft werden dabei Planetenbahnen vereinfacht als Kreisbahnen betrachtet und die große Halbachse mit dem Radius gleichgesetzt.

## Alternative Berechnung
Die Kepler-Konstante kann auch ohne Kenntnis der Halbachse und der Umlaufdauer eines Planeten bestimmt werden. Aus dem dritten Keplerschen Gesetz ergibt sich nämlich unter Zuhilfenahme des Gravitationsgesetzes:
{\displaystyle C={\frac {4\,\pi ^{2}}{G\,(M+m)}}}
wobei
- G die Gravitationskonstante
- M die Masse des Zentralkörpers
- m die Masse des umlaufenden Körpers (Planeten) ist.

Hieran erkennt man, dass die Kepler-„Konstante“ prinzipiell vom betrachteten Planeten abhängt. Da aber in der Regel {\displaystyle M\gg m} ist, kann die Planetenmasse m in der Regel vernachlässigt werden:
{\displaystyle C\approx {\frac {4\pi ^{2}}{G\,M}}}

## Andere Zentralkörper

### Erde
Mit der Erde als Zentralgestirn gilt für die Kepler-Konstante folgender Wert:
{\displaystyle {C}_{e}=9{,}91\cdot {10^{-14}}{\rm {\frac {s^{2}}{m^{3}}}}}
Dieser Wert beruht ebenfalls darauf, dass die Masse des Zentralkörpers deutlich größer ist als die Masse der umlaufenden Körper (z. B. Satellit um Erde). Da die Erde und der Mond aufgrund ihrer Massen um einen gemeinsamen Schwerpunkt kreisen, ergibt sich aus der Berechnung über den Mond mit der obigen Formel ein leicht anderer Wert, von
{\displaystyle C_{\rm {e}}=9{,}81\cdot {10^{-14}}{\rm {\frac {s^{2}}{m^{3}}}}},
der allerdings nur näherungsweise das 3. Keplersche Gesetz repräsentiert. Weiteres siehe unter Satellitenbahnelement.

### Jupiter
Mit dem Jupiter als Zentralgestirn gilt für die Kepler-Konstante folgender Wert:
{\displaystyle C_{\rm {j}}=3{,}1\cdot {10^{-16}}{\rm {\frac {s^{2}}{m^{3}}}}}